# Csepel (automobil)
Csepel a fost o uzină maghiară de camioane pentru folosință industrială.

## Istoric
În 1944, în Austria, a fost produs camionul Steyr 380, care avea împrumutat de la Csepel design-ul și tehnologia. După 1946, producția camioanelor Rába și MÁVAG se stopase, iar în 1947 Ungaria a preluat licență pentru modelele Csepel D413 și 613 din URSS.
În 1949 uzina a fost amplasată la NIK (Nehéz Ipari Központ - Centrul de Industrie Grea), în fosta Uzină de Avioane „Dunărea” (Dunai Repülőgépgyár) din Szigethalom. Primul camion a ieșit pe poarta fabricii la 7 noiembrie.
Primul director al fabricii a fost Ferencné Bíró. De profesie, ea era inginer mecanic, studiase la Moscova și era cumnata lui Mátyás Rákosi.
La 3 aprilie 1950, a fost terminat camionul Csepel D350. Între 1950 și 1958, au fost realizate modelele D350 și B350. În 1949, de altfel, începuse producția modelului B130, un camion de teren pick-up 4x4. Au fost făcute de asemenea prototipuri la uzinele Rába și Ikarus. În 1950, modelul B130 a câștigat un raliu de camioane în Polonia.
Pe durata anilor 1968-1975, evoluția CAER-ului a ajutat uzina Csepel să își schimbe modul de operare. Camioanele Csepel au început să fie folosite pentru transportul șasiurilor autobuzelor Ikarus către alte întreprinderi. Uzina MIM din Esztergom și uzinele poloneze de camioane Star și Jelcz efectuau asamblarea finală.
Începând din 1968, Csepel a lansat o nouă gamă de camioane Rába, produse sub licență MAN.
Între 1976-1980, uzina a produs 1000 de modele Volvo L3314.
Anul 1996 a reprezentat falimentul uzinei Csepel, deoarece Ikarus nu plătise transportul șasiurilor de autobuz, șasiuri care la rândul lor nu fuseseră plătite de clienții Ikarus, în general întreprinderi de transport public.

## Galerie

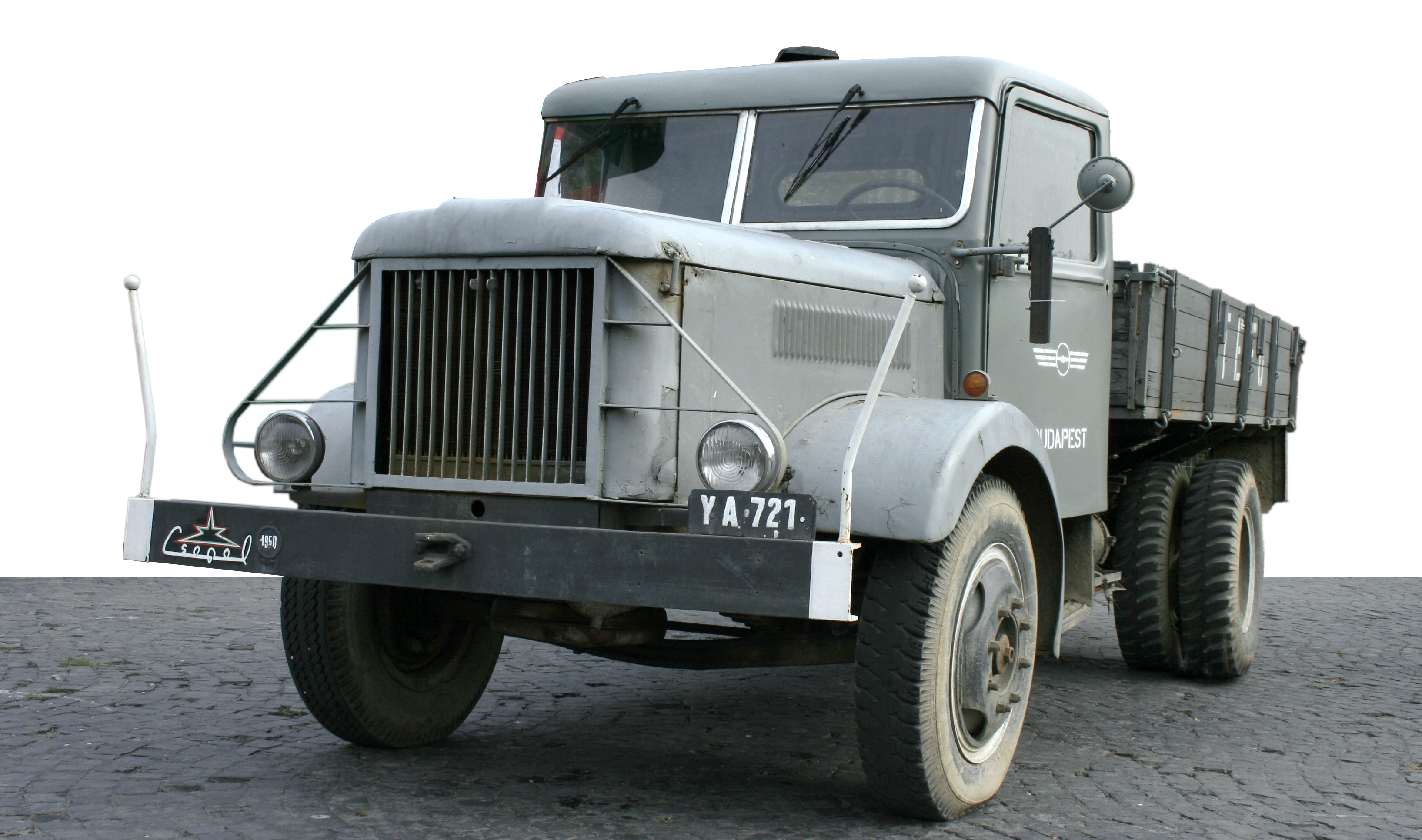
Csepel D350
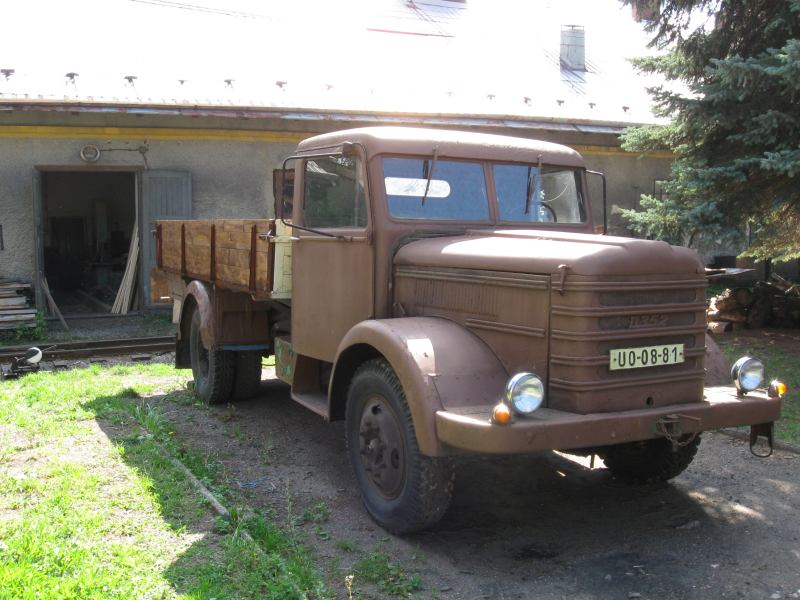
Csepel D352 în Cehia
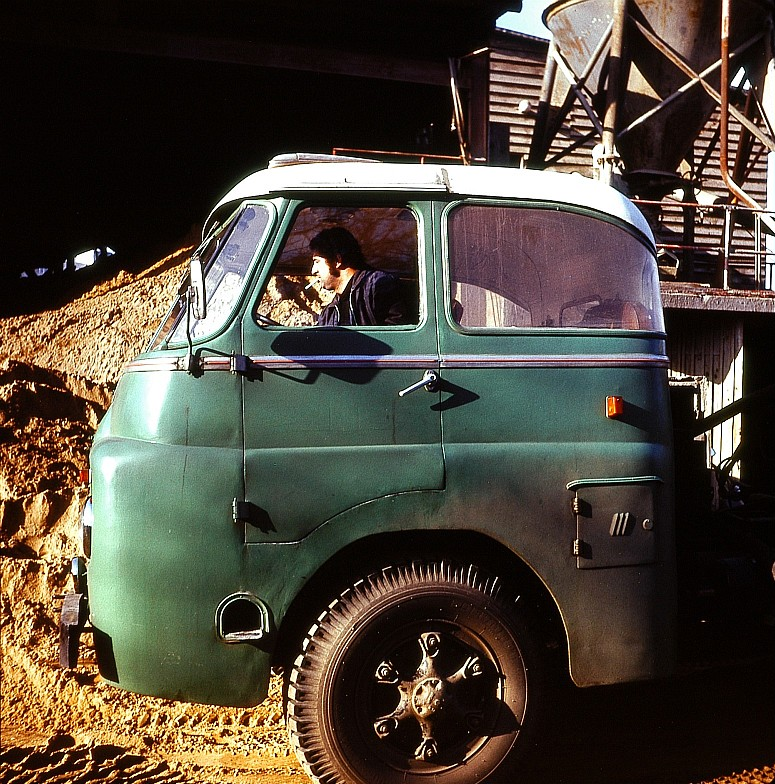
Csepel D705 în 1972
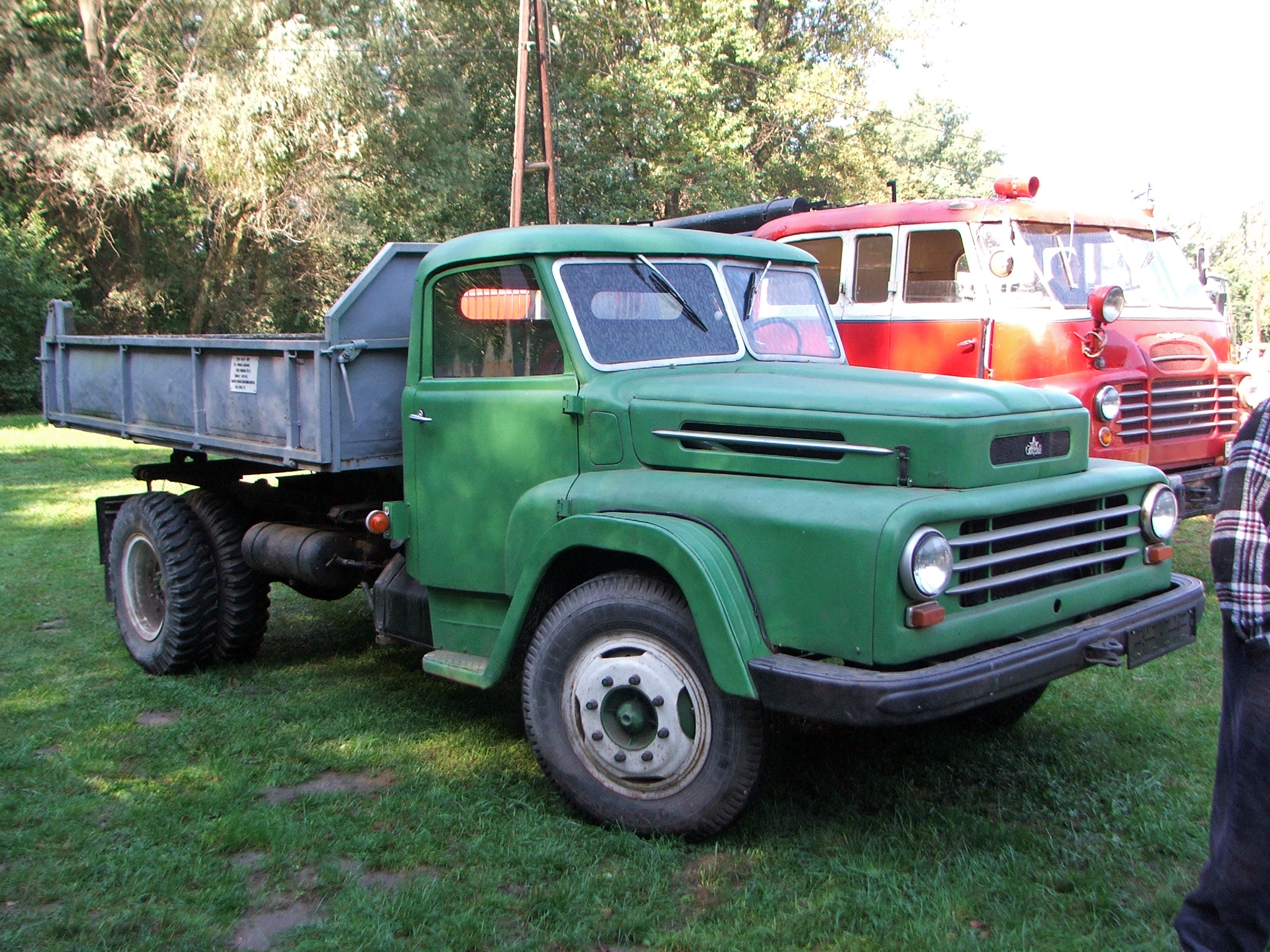
Csepel D450
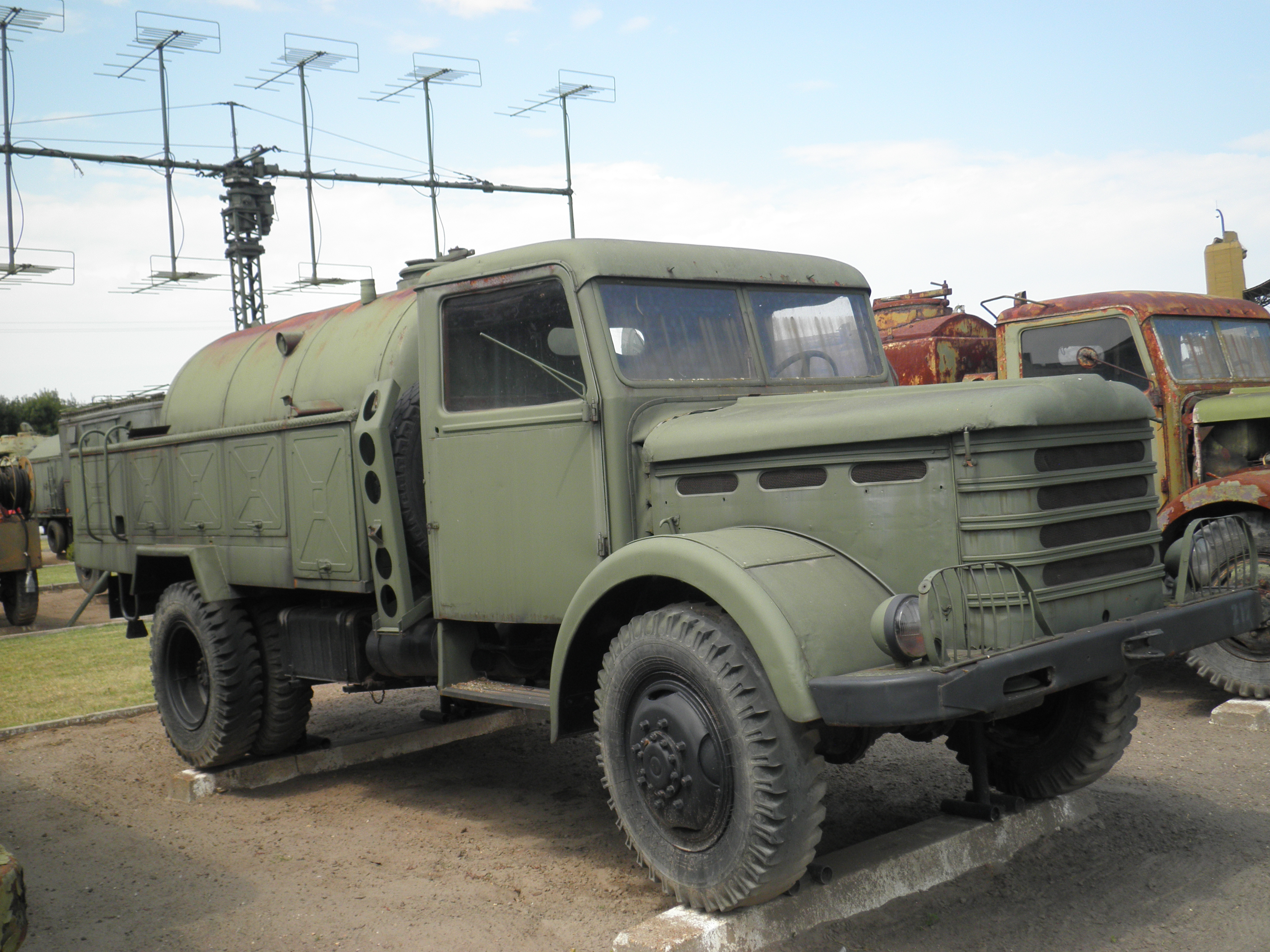
Cisternă Csepel D344 la Kecel, Parcul Militar, Ungaria